# Pronaos

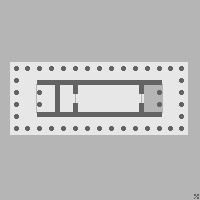
Pronaos van een peripteros.

De pronaos, Oudgrieks: ὁ πρόναος', ho prónaos, was een kamer in een tempel uit het oude Griekenland voor de naos. Het was oorspronkelijk een perfect spiegelbeeld van de naos, maar werd in de Hellenistische periode groter en monumentaler dan de naos.
Er is alleen sprake van een pronaos als de ruimte door twee anten wordt afgeschermd, aan beide zijkanten en een rij zuilen aan de voorkant. Indien de anten ontbreken is er sprake van een prostylon.